# Sandford (Hampshire)
Pour les articles homonymes, voir Sandford.
Sandford est un petit hameau situé en bordure du parc national New Forest du comté du Hampshire, en Angleterre.
La ville la plus proche de Sandford est Ringwood qui se situe à environ 4 km au nord du hameau.